# マルクス・ウァレリウス・コルウス
マルクス・ウァレリウス・コルウス（ラテン語: Marcus Valerius (Maximus) Corvus, 紀元前370年 - 紀元前270年）は、古代ローマの伝説的な英雄100歳まで生きたとされている。46年のキャリアで6度の執政官、2度の独裁官に選出され、4度の凱旋式を挙行した。

## 経歴

### 一騎打ち
紀元前349年、ローマ周辺は山から降りてきたガリア人と海からやってきたギリシャ人に脅かされていた。更にラティウム同盟が軍の供出を拒否、ローマでは緊急に10軍団が組織され、執政官カミッルスがガリア人と対峙した。この時ガリア人の一人が一騎打ちを所望してきた。ウァレリウスは執政官の許可を得てこれに応えると、彼の兜に一羽のカラスが止まった。兵士たちはこれを見て神の加護を予感し神に祈ったという。カラスは一騎打ちの間敵の顔めがけて攻撃を繰り返し、ついにウァレリウスは敵を討ち取った。一騎打ちが終わると敵味方入り乱れての乱戦となったが、執政官は味方を鼓舞して敵を打ち破った。

### 執政官選出
一騎打ちの勝利でウァレリウスは執政官から褒賞を授かり、更に長引くギリシア人との対立の最中、選挙管理のため立てられた独裁官ティトゥス・マンリウス・トルクァトゥスによって、ローマ不在のまま23歳の若さで翌年の執政官に選出されることとなった。ローマ不在で選出されることも、年齢も、この当時としては異例のことで、この時からコルウス (ラテン語でカラスの意) のコグノーメンで呼ばれるようになったと言う。
紀元前348年に執政官に就任。同僚はマルクス・ポピッリウス・ラエナス4度目の就任であった。国内外での争い事は起きなかったが、この年ローマでは疫病が蔓延し、元老院は『シビュラの書』を紐解くことを決定した。また、この年ローマとカルタゴとの間で条約が結ばれている。この条約がカルタゴとローマの何度目の条約であるかは、研究者の間で意見が分かれている。
翌紀元前347年、ウァレリウスはプラエトルに就任していたと考えられている。

### 2度目の執政官選出
紀元前346年、ウァレリウスは再び執政官に就任した。同僚はガイウス・ポエテリウス・リボ・ウィソルス2度目の就任である。約30年前にラティウム同盟によって破壊されたサトリクム (現ラティーナ県西部) に、近年入植していたアンティウムのウォルスキ族が、ラティウム同盟を扇動しているとの情報があったため、ウァレリウスはウォルスキ人に対する先制攻撃を命じられた。ウォルスキ人はサトリクムに逃げ込んだがウァレリウスはこれを陥落させ、サトリクムはまたしてもマテル・マトゥータ神殿以外破壊された。ウァレリウスは戦利品を兵士たちに分配すると、4000人の敵兵を捕虜として凱旋式を挙行。捕虜たちにチャリオットの前を歩かせたという。
翌紀元前345年、ウァレリウスはおそらくアエディリス・クルリスを務めたと考えられている。
紀元前344年、ユーノー・モネータ神殿が奉献された年、インテルレクス制の下ウァレリウスは翌年の執政官に選出される。

### 3度目の執政官選出
紀元前343年、ウァレリウスは再び執政官に就任。同僚はパトリキのアウルス・コルネリウス・コッスス・アルウィナである。この年、サムニウム人がシディキニ人を攻撃し、彼らはカプアに救援を求めたものの衆寡敵せず、カプアはローマに泣きついた。ローマは元々サムニウム人と条約を結んでいたため、信義にもとると執政官は断ったが、カプアはローマへ自らの全てを差し出し託す (deditio) として助けを請うた。カプアの捨て身の願いに動かされたローマはサムニウムへ使節を派遣、攻撃中止を訴えたが、けんもほろろに断られ、ローマはサムニウムとの開戦を決意した (第一次サムニウム戦争)。
ウァレリウスはカプア救援のためカンパニアに軍を進めると、ガウルス山の戦い、スエッスラの戦いに勝利して凱旋式を挙行。

### 独裁官就任
- 紀元前342年 - 独裁官に就任。

### 4度目の執政官選出
- 紀元前335年 - 執政官に就任。都市カレスを陥落させ凱旋式を挙行。

### 2度目の独裁官就任
- 紀元前301年 - 独裁官に就任。エトルリアとマルシ族に勝利して凱旋式を挙行。

### 5度目の執政官選出
- 紀元前300年 - 執政官に就任。ウァレリウス法を改定し、アエクイ族を破る。

### 6度目の執政官選出
- 紀元前299年 - 補充執政官に就任。戦死した当年の執政官ティトゥス・マンリウス・トルクァトゥスからエトルリア戦線を引き継ぐ。

### 老後
キケロ『大カトー・老年について』によると、ウァレリウスは46年の長いキャリアを終えると、自分の農園に戻って100歳で亡くなるまで農業を探求し続けたといい、その老後は現役時代よりも幸福なものであったという。